# Duhort-Bachen
Duhort-Bachen (prononcé [dyɔʁ baʃɛ̃] ; Dur Hòrt-Baishen, en occitan) est une commune du Sud-Ouest de la France, située dans le département des Landes (région Nouvelle-Aquitaine).

## Géographie

### Localisation
Bastide située dans le vignoble de Tursan.

### Communes limitrophes
Les communes limitrophes sont  Aire-sur-l'Adour, Bahus-Soubiran, Cazères-sur-l'Adour, Classun, Eugénie-les-Bains et Renung.
| Renung            | Cazères-sur-l'Adour |                  |
| Classun           | Duhort-Bachen       | Aire-sur-l'Adour |
| Eugénie-les-Bains | Bahus-Soubiran      |                  |

### Hydrographie
Le Bayle, affluent gauche de l'Adour, traverse le territoire de la commune, tout comme le ruisseau de Buros, affluent droit du même fleuve, qui conflue sur la commune.

### Climat
Pour des articles plus généraux, voir Climat de la Nouvelle-Aquitaine et Climat des Landes.
Historiquement, la commune est exposée à un climat océanique aquitain.  
En 2020, Météo-France publie une typologie des climats de la France métropolitaine dans laquelle la commune est exposée à un climat océanique et est dans la région climatique  Aquitaine, Gascogne, caractérisée par une pluviométrie abondante au printemps, modérée en automne, un faible ensoleillement au printemps, un été chaud (19,5 °C), des vents faibles, des brouillards fréquents en automne et en hiver et des orages fréquents en été (15 à 20 jours).
Pour la période 1971-2000, la température annuelle moyenne est de 13,4 °C, avec une amplitude thermique annuelle de 14,3 °C. Le cumul annuel moyen de précipitations est de 1 053 mm, avec 11,8 jours de précipitations en janvier et 7,7 jours en juillet. Pour la période 1991-2020, la température moyenne annuelle observée sur la station météorologique la plus proche, située sur la commune de Bahus-Soubiran à 6 km à vol d'oiseau, est de 13,9 °C et le cumul annuel moyen de précipitations est de 1 034,0 mm,. Pour l'avenir, les paramètres climatiques de la commune estimés pour 2050 selon différents scénarios d’émission de gaz à effet de serre sont consultables sur un site dédié publié par Météo-France en novembre 2022.

## Urbanisme

### Typologie
Au 1er janvier 2024, Duhort-Bachen est catégorisée commune rurale à habitat très dispersé, selon la nouvelle grille communale de densité à sept niveaux définie par l'Insee en 2022.
Elle est située hors unité urbaine. Par ailleurs la commune fait partie de l'aire d'attraction d'Aire-sur-l'Adour, dont elle est une commune de la couronne,. Cette aire, qui regroupe 23 communes, est catégorisée dans les aires de moins de 50 000 habitants,.

### Occupation des sols

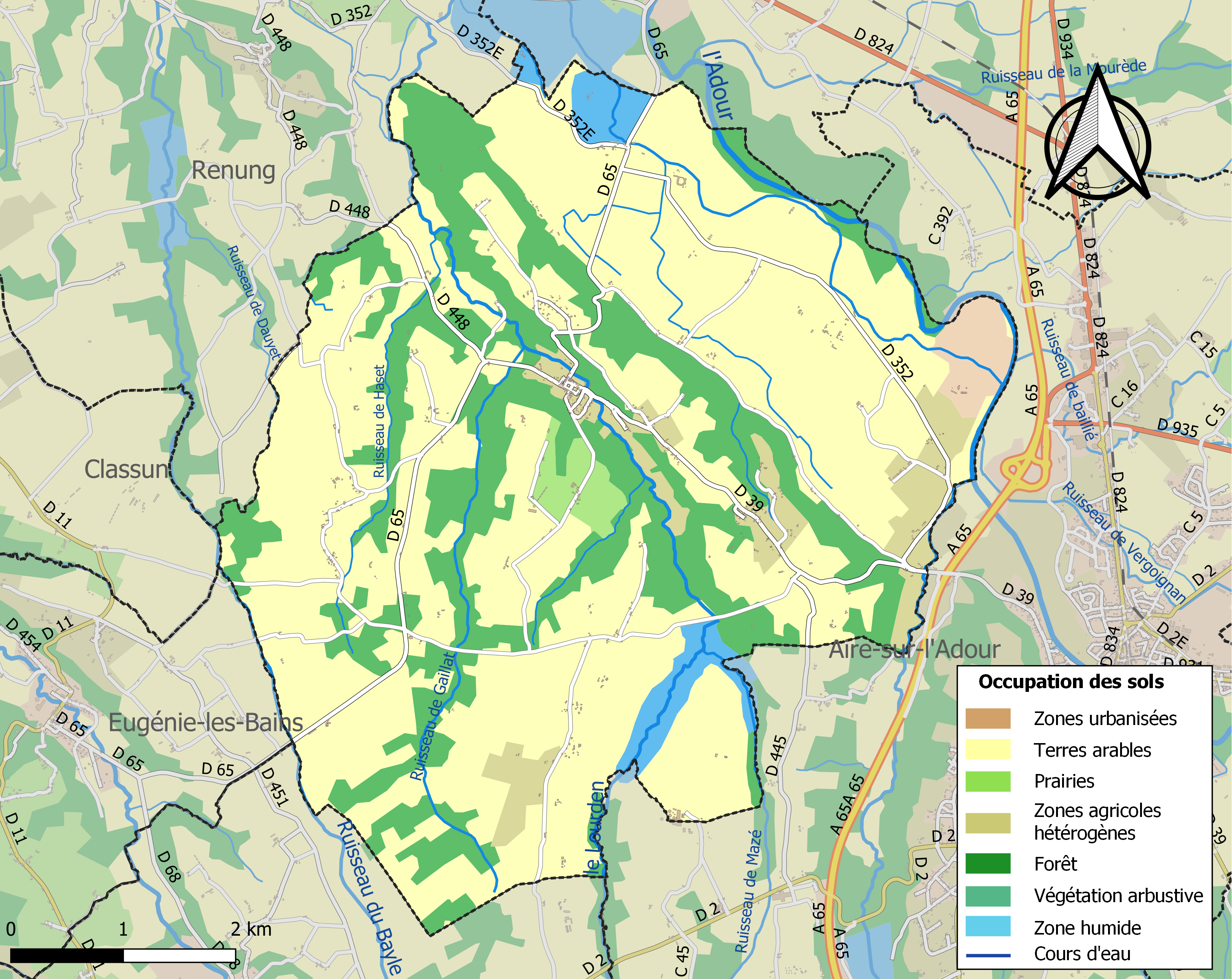
Carte des infrastructures et de l'occupation des sols de la commune en 2018 (CLC).

L'occupation des sols de la commune, telle qu'elle ressort de la base de données européenne d’occupation biophysique des sols Corine Land Cover (CLC), est marquée par l'importance des territoires agricoles (70,6 % en 2018), en diminution par rapport à 1990 (72,1 %). La répartition détaillée en 2018 est la suivante : terres arables (63,7 %), forêts (25,2 %), zones agricoles hétérogènes (5,5 %), eaux continentales (2,7 %), mines, décharges et chantiers (1,5 %), prairies (1,3 %). L'évolution de l’occupation des sols de la commune et de ses infrastructures peut être observée sur les différentes représentations cartographiques du territoire : la carte de Cassini (XVIIIe siècle), la carte d'état-major (1820-1866) et les cartes ou photos aériennes de l'IGN pour la période actuelle (1950 à aujourd'hui).

### Risques majeurs
Le territoire de la commune de Duhort-Bachen est vulnérable à différents aléas naturels : météorologiques (tempête, orage, neige, grand froid, canicule ou sécheresse), inondations, mouvements de terrains et séisme (sismicité faible). Il est également exposé à un risque technologique,  le transport de matières dangereuses. Un site publié par le BRGM permet d'évaluer simplement et rapidement les risques d'un bien localisé soit par son adresse soit par le numéro de sa parcelle.

#### Risques naturels
Certaines parties du territoire communal sont susceptibles d’être affectées par le risque d’inondation par débordement de cours d'eau, notamment l'Adour, le Broussau, le Lourden et le ruisseau du Bayle. La commune a été reconnue en état de catastrophe naturelle au titre des dommages causés par les inondations et coulées de boue survenues en 1988, 1999 et 2009,.
Les mouvements de terrains susceptibles de se produire sur la commune sont des tassements différentiels.

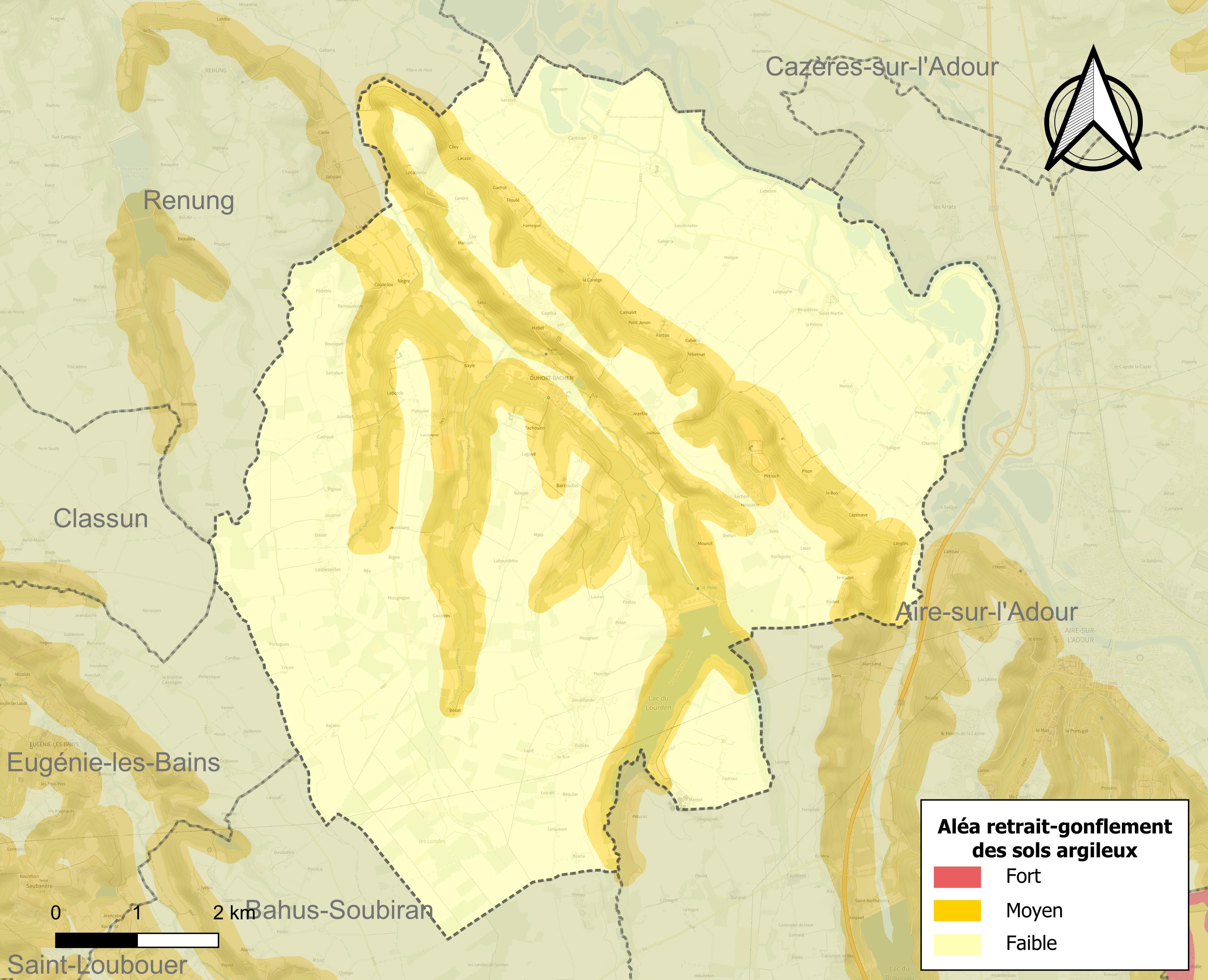
Carte des zones d'aléa retrait-gonflement des sols argileux de Duhort-Bachen.

Le retrait-gonflement des sols argileux est susceptible d'engendrer des dommages importants aux bâtiments en cas d’alternance de périodes de sécheresse et de pluie. 32,3 % de la superficie communale est en aléa moyen ou fort (19,2 % au niveau départemental et 48,5 % au niveau national). Sur les 343 bâtiments dénombrés sur la commune en 2019,  135 sont en aléa moyen ou fort, soit 39 %, à comparer aux 17 % au niveau départemental et 54 % au niveau national. Une cartographie de l'exposition du territoire national au retrait gonflement des sols argileux est disponible sur le site du BRGM,.
Concernant les mouvements de terrains, la commune a été reconnue en état de catastrophe naturelle au titre des dommages causés par des mouvements de terrain en 1999.

#### Risques technologiques
Le risque de transport de matières dangereuses sur la commune est lié à sa traversée par une ou des infrastructures routières ou ferroviaires importantes ou la présence d'une canalisation de transport d'hydrocarbures. Un accident se produisant sur de telles infrastructures est susceptible d’avoir des effets graves sur les biens, les personnes ou l'environnement, selon la nature du matériau transporté. Des dispositions d’urbanisme peuvent être préconisées en conséquence.

## Histoire
La bataille de La Castelle se déroule en 1062. L'abbaye Saint-Jean de la Castelle est fondée vers 1073.

## Politique et administration
| Période                                  | Période  | Identité         | Étiquette | Qualité                                                                              |
| ---------------------------------------- | -------- | ---------------- | --------- | ------------------------------------------------------------------------------------ |
| avant 1934                               |          | M. Baqué         | Radical   |                                                                                      |
| 1977                                     | 2008     | Guy Dufau        |           | Exploitant agricole retraité                                                         |
| mars 2008                                | 2020     | Jean Lafenetre   | DVG       | Retraité aéronautique                                                                |
| 2020                                     | En cours | Vincent Lafargue | PS        | Technicien informatique à l’Agence landaise pour l’informatisation des collectivités |
| Les données manquantes sont à compléter. |          |                  |           |                                                                                      |

## Démographie
L'évolution du nombre d'habitants est connue à travers les recensements de la population effectués dans la commune depuis 1793. Pour les communes de moins de 10 000 habitants, une enquête de recensement portant sur toute la population est réalisée tous les cinq ans, les populations de référence des années intermédiaires étant quant à elles estimées par interpolation ou extrapolation. Pour la commune, le premier recensement exhaustif entrant dans le cadre du nouveau dispositif a été réalisé en 2007.

En 2022, la commune comptait 682 habitants, en évolution de +2,87 % par rapport à 2016 (Landes : +5,78 %, France hors Mayotte : +2,11 %).
| 1793  | 1800  | 1806  | 1821  | 1831  | 1836  | 1841  | 1846  | 1851  |
| ----- | ----- | ----- | ----- | ----- | ----- | ----- | ----- | ----- |
| 1 228 | 1 245 | 1 067 | 1 101 | 1 188 | 1 148 | 1 129 | 1 353 | 1 330 |

| 1856  | 1861  | 1866  | 1872  | 1876  | 1881  | 1886  | 1891 | 1896 |
| ----- | ----- | ----- | ----- | ----- | ----- | ----- | ---- | ---- |
| 1 272 | 1 295 | 1 220 | 1 131 | 1 132 | 1 084 | 1 033 | 972  | 945  |

| 1901 | 1906 | 1911 | 1921 | 1926 | 1931 | 1936 | 1946 | 1954 |
| ---- | ---- | ---- | ---- | ---- | ---- | ---- | ---- | ---- |
| 928  | 926  | 872  | 760  | 732  | 712  | 684  | 622  | 656  |

| 1962 | 1968 | 1975 | 1982 | 1990 | 1999 | 2006 | 2007 | 2012 |
| ---- | ---- | ---- | ---- | ---- | ---- | ---- | ---- | ---- |
| 615  | 584  | 553  | 572  | 600  | 602  | 617  | 619  | 653  |

| 2017 | 2022 | - | - | - | - | - | - | - |
| ---- | ---- | - | - | - | - | - | - | - |
| 664  | 682  | - | - | - | - | - | - | - |

## Culture locale et patrimoine

### Lieux et monuments
- Abbaye Saint-Jean de la Castelle.
- Église Saint-Leu de Duhort.
- Église Sainte-Marie-Madeleine de Bachen.
- Château de Bachen.
- Château du Lau.
- Château du Souilh.

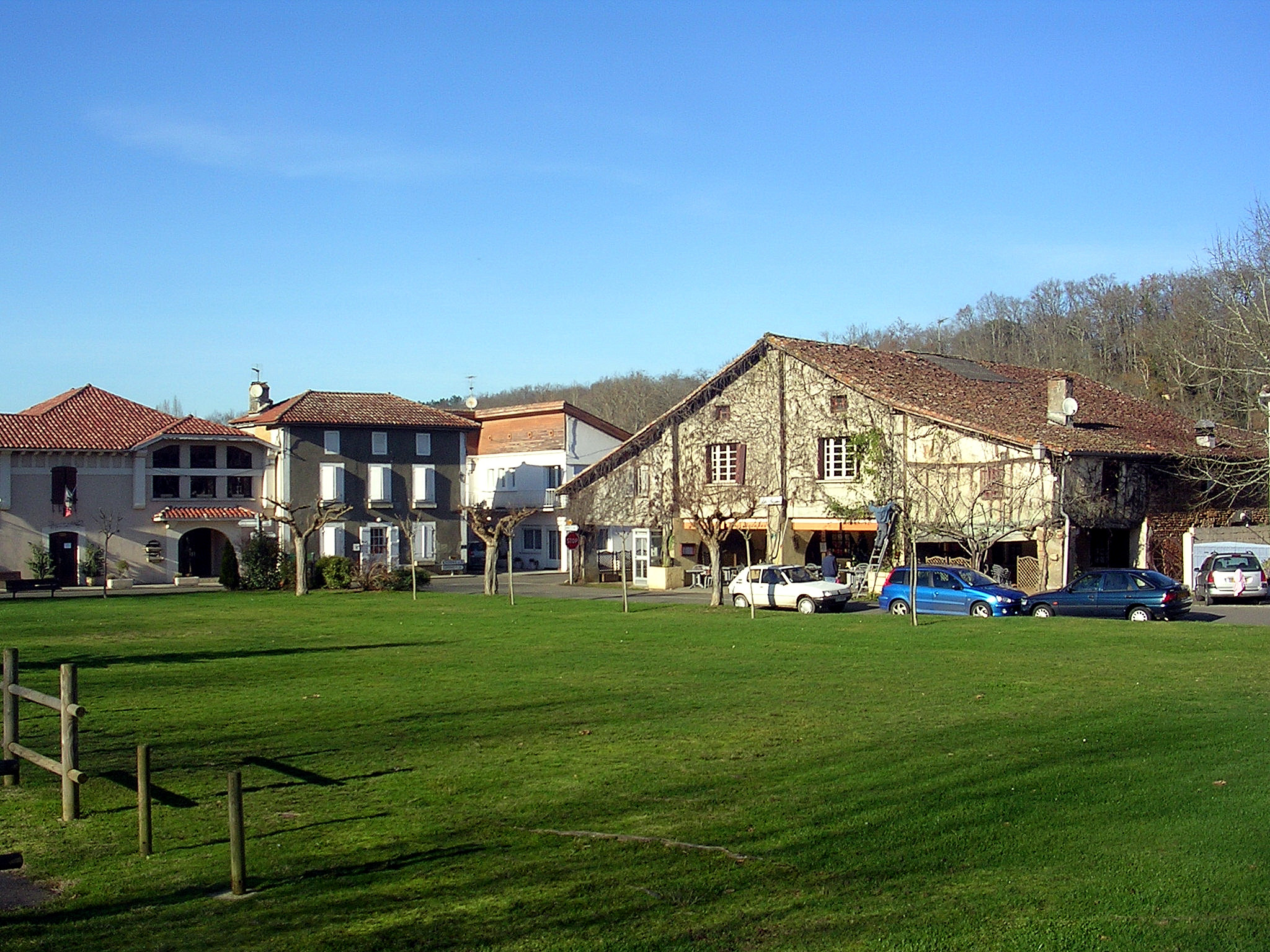
Place de l'ancienne bastide de Duhort-Bachen.
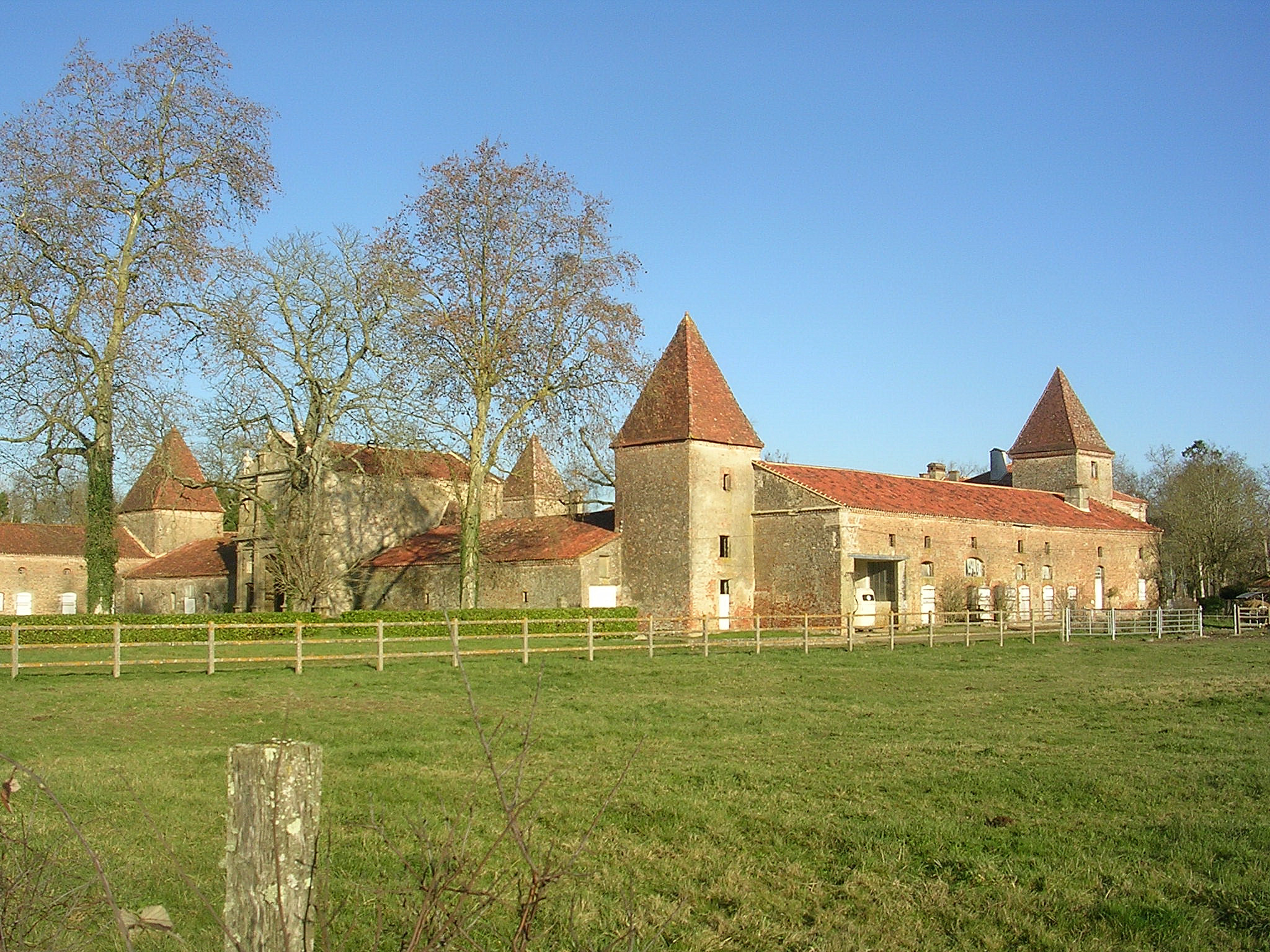
Abbaye Saint-Jean de la Castelle.
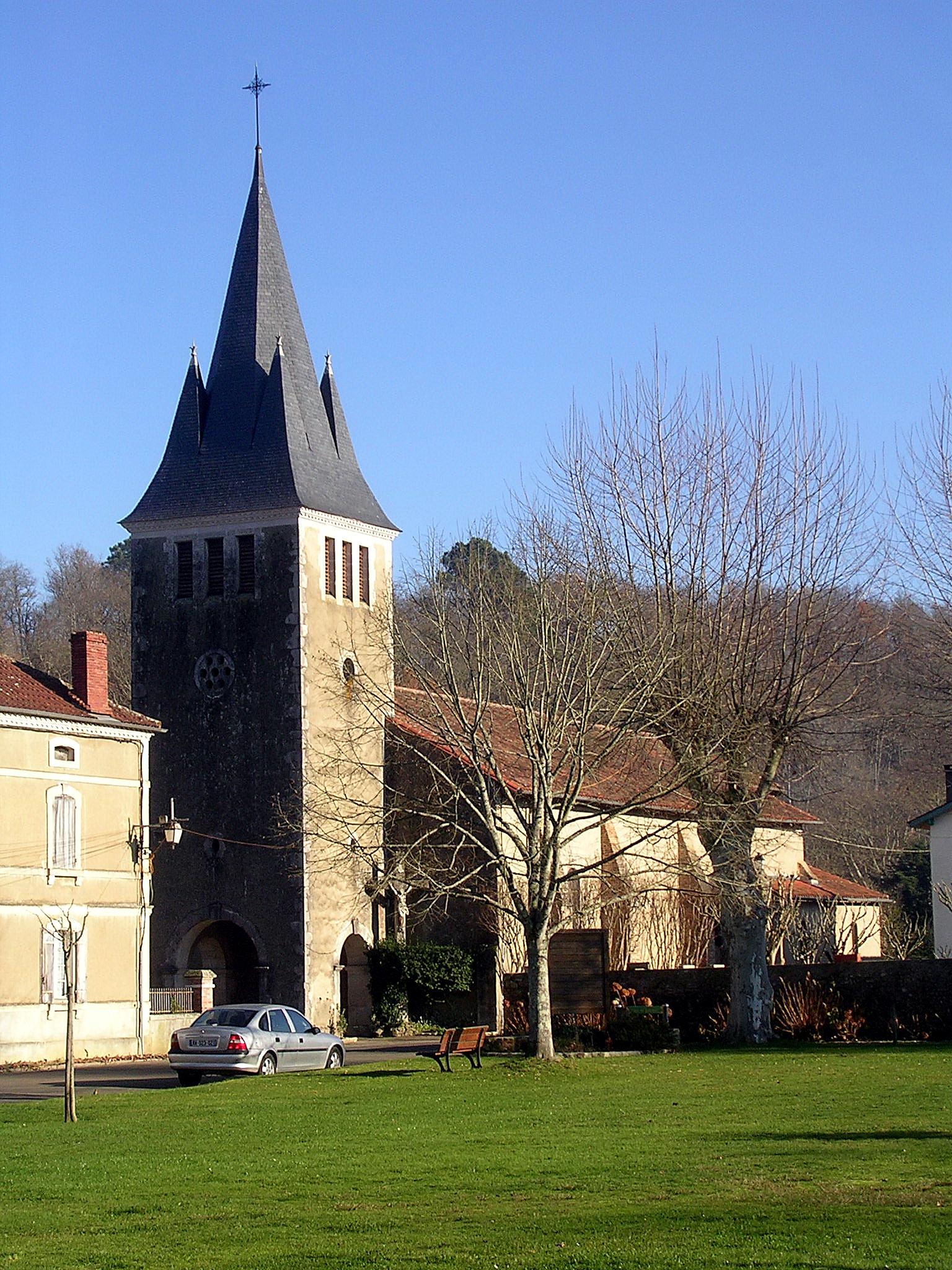
Église Saint-Leu de Duhort.
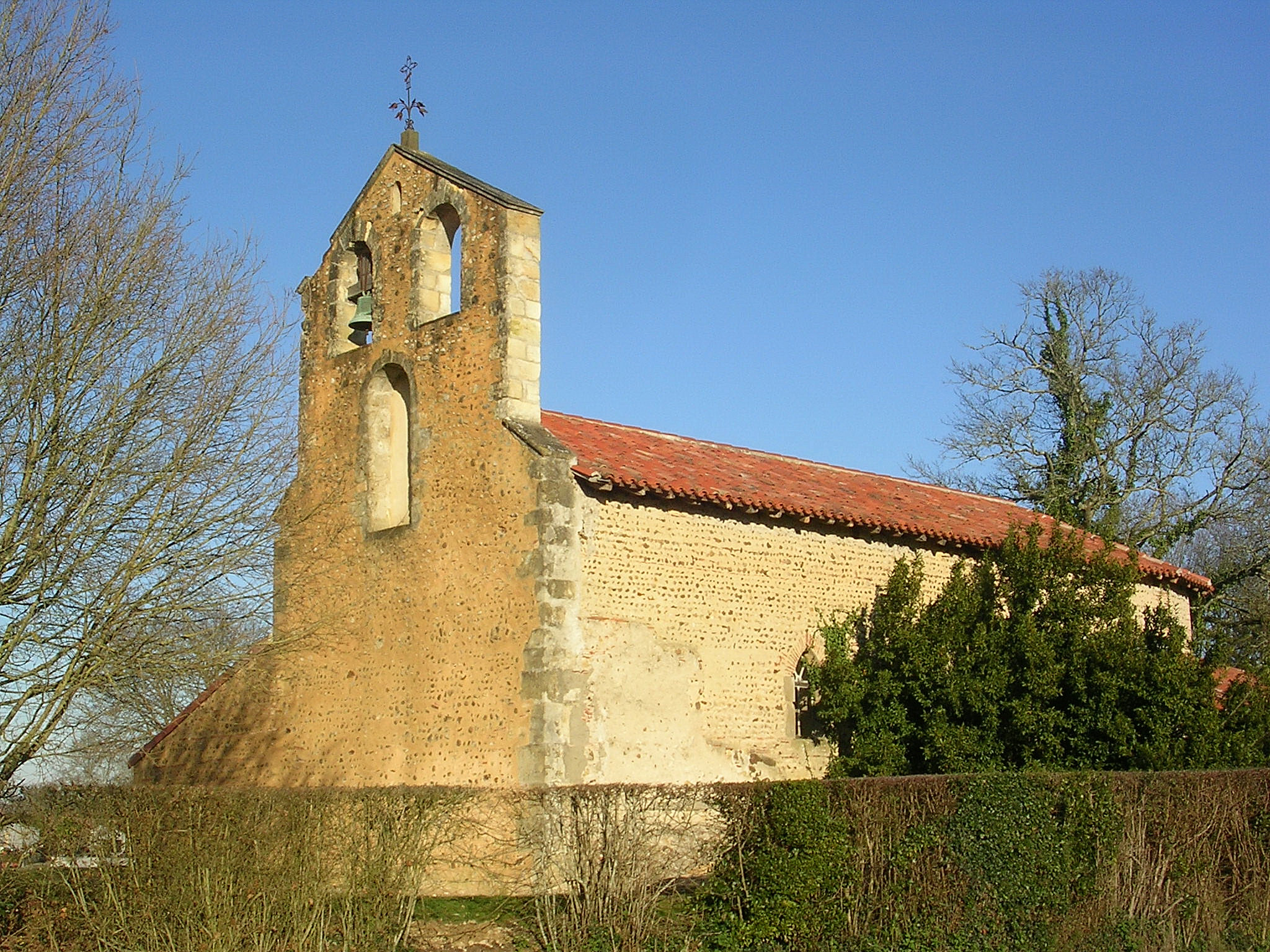
Église Sainte-Marie-Madeleine de Bachen.
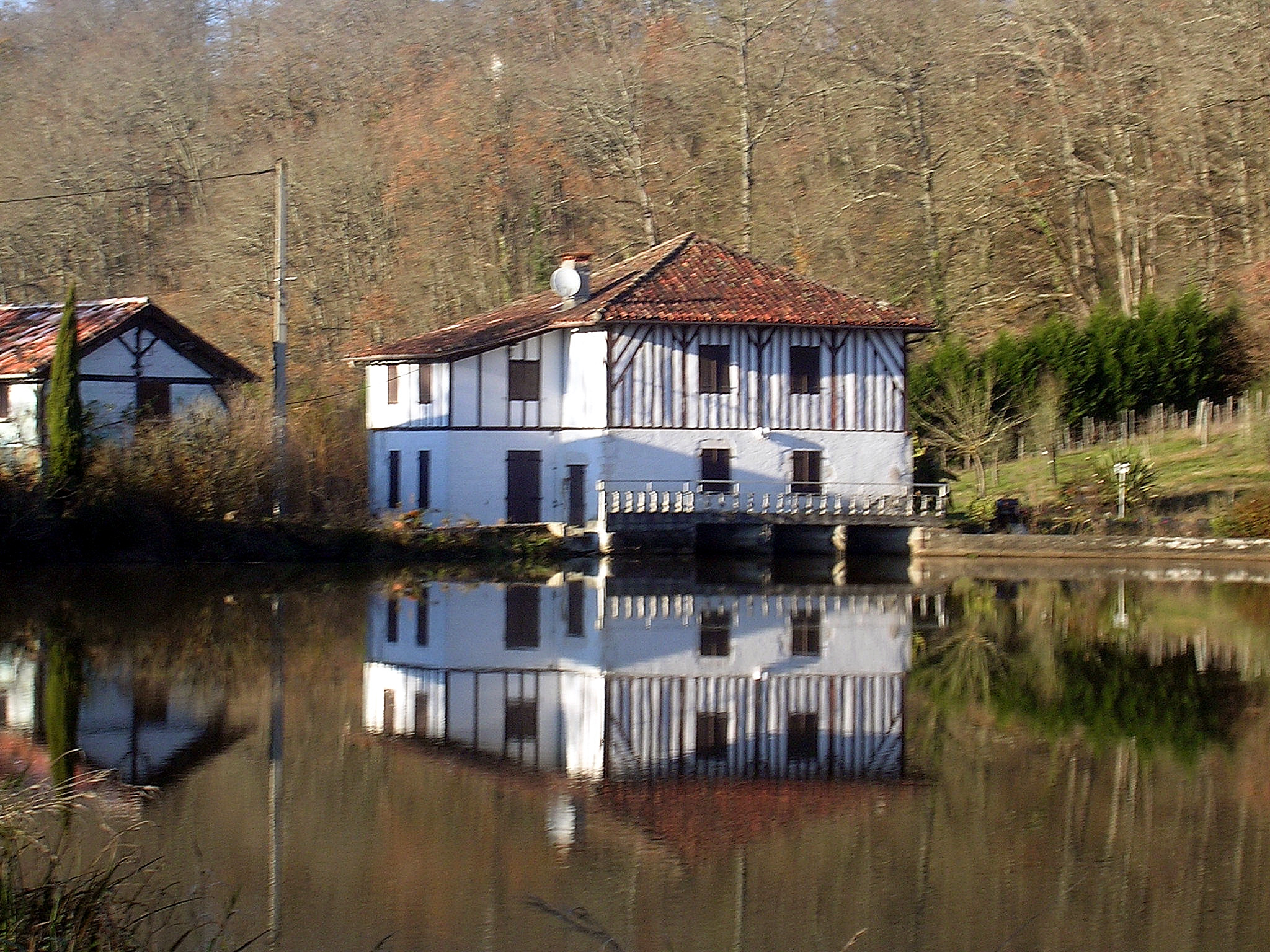
Moulin à eau.
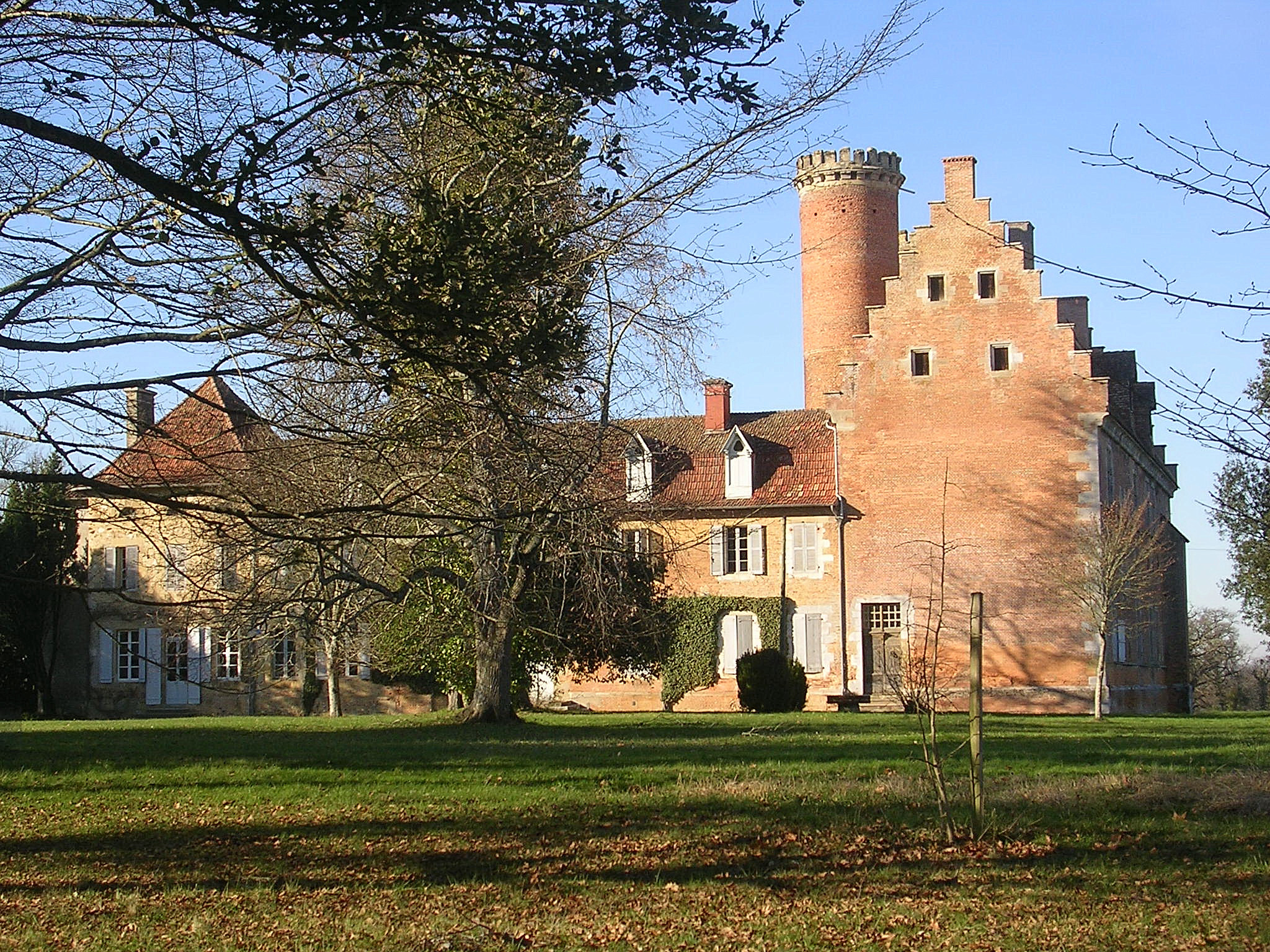
Château de Lau.
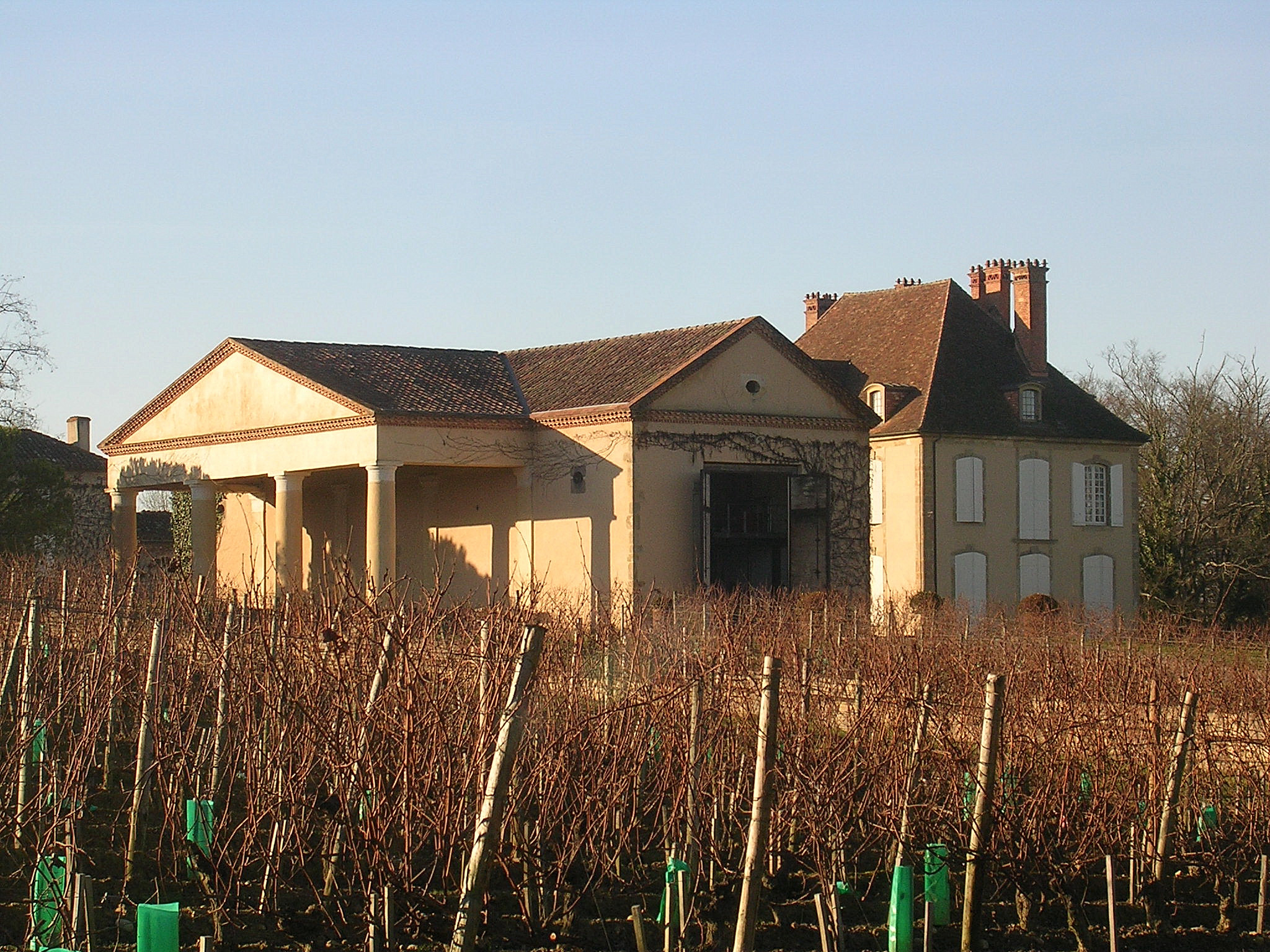
Château de Bachen.
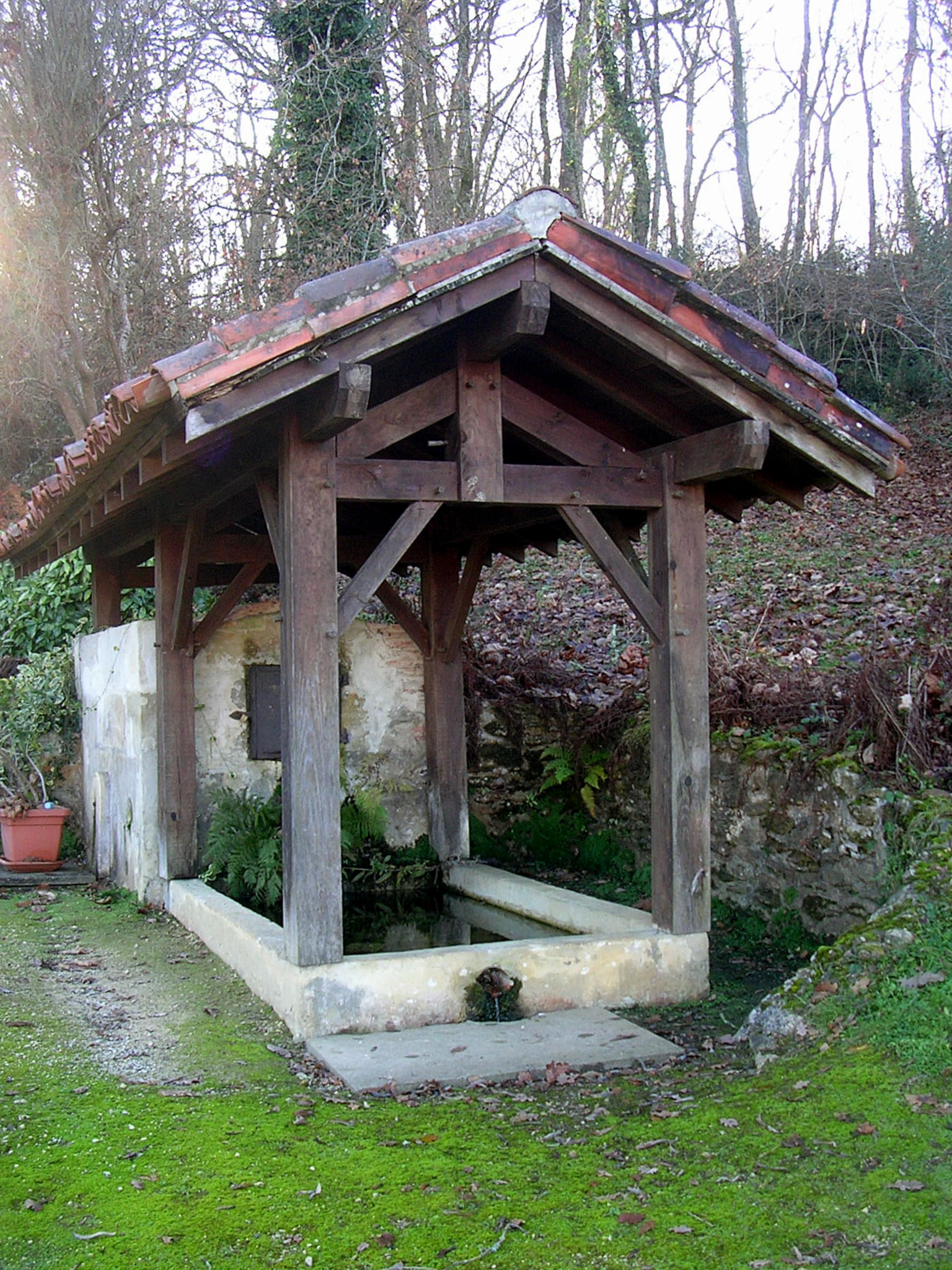
Lavoir du XIXe siècle.
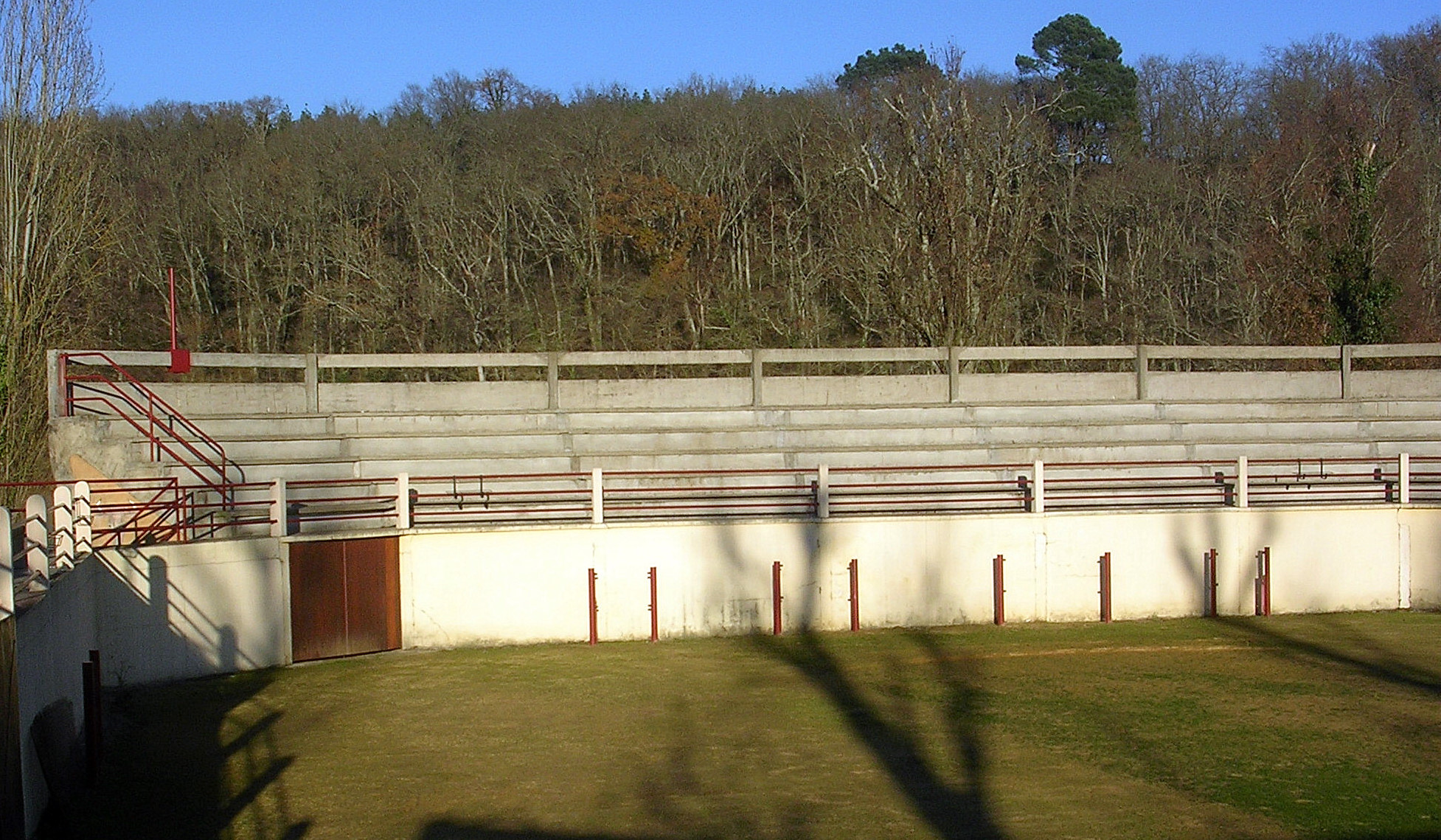
Arènes.

### Personnalités liées à la commune
- Berna Vinter, artiste peintre, atelier à Saint Martin, route de Saint-Jean Duhort-Bachen